# Sylvain Beauchamp
Sylvain „Sly“ Beauchamp (* 10. April 1964 in Montréal, Québec) ist ein ehemaliger franko-kanadischer Eishockeyspieler, der auf der Position des Stürmers spielte. In Deutschland lief er für den Iserlohner EC, den EHC Neuwied und den ESC Erfurt in der zweiten und dritten Spielklasse auf. 

## Karriere
Sylvain Beauchamp kam nach dem Draft im Jahr 1981, in dem er an 90. Position ausgewählt wurde, in die Ligue de hockey junior majeur du Québec (LHJMQ), in der er von 1981 bis 1984 für die Voisins de Laval und Olympiques de Hull aktiv war. 
In Europa stand der Frankokanadier zunächst neun Jahre für französische Vereine auf dem Eis. Nach zwei Jahren beim Zweitligisten AC Boulogne-Billancourt schnürte er ab der Saison 1987/88 zwei Jahre lang für den HC Amiens Somme aus der Nationale 1A, der höchsten französischen Spielklasse, die Schlittschuhe und wechselte anschließend innerhalb der Liga zum HC Briançon. Ab der Saison 1991/92 spielte der Stürmer fünf Spielzeiten für die ASG Angers – zunächst in der zweitklassigen Division 1 und nach dem Aufstieg 1993 in der Nationale 1 bzw. Élite Ligue. Ab 1992 war er der Kapitän der Mannschaft. Seine Trikotnummer #62 wird in Angers zu Ehren seiner Leistungen nicht mehr vergeben. 
Anschließend spielte Beauchamp in der zweitklassigen 1. Liga in Deutschland, in der Saison 1996/97 zunächst für ein Jahr beim Iserlohner EC und anschließend für eineinhalb Spielzeiten bei dessen Ligakonkurrenten EHC Neuwied, mit dem er im Jahr 1998 die Meisterschaft der 1. Liga gewinnen konnte. Im Finale erzielte er den entscheidenden Penalty gegen den EC Bad Nauheim. Er beendete seine Laufbahn im Jahr 2001 beim ESC Erfurt in der Oberliga, wo er zweieinhalb Spielzeiten absolviert hatte.
Beauchamp war von 2008 bis 2011 Cheftrainer und General Manager der Montagnards de Sainte-Agathe aus einer kanadischen Juniorenliga, bei denen zu dieser Zeit auch sein Sohn Joey spielte.

### International
Für die französische Nationalmannschaft nahm Beauchamp an drei B-Weltmeisterschaften teil. In 21 Spielen schoss er dabei sechs Tore und gab sieben Vorlagen bei 16 Strafminuten. Bei der B-Weltmeisterschaft 1991 stieg er mit Frankreich in die A-Gruppe auf.

### Inlinehockey
Beauchamp spielte in den 1990er Jahren Inlinehockey in der Roller Hockey International (RHI). In den Jahren 1995 und 1996 lief er für die Montreal Roadrunners, Orlando Jackals und Ottawa Loggers auf. Mit den Jackals gewann er den Murphy Cup, den Meisterschaftspokal der RHI.

## Erfolge und Auszeichnungen
- 1991 Aufstieg in A-Gruppe der Weltmeisterschaft
- 1993 Aufstieg in die Nationale 1 mit der ASG Angers
- 1998 Meister der 1. Liga mit dem EHC Neuwied

### Inlinehockey
- 1996 Murphy-Cup-Gewinn mit den Orlando Jackals

## Karrierestatistik

### International
Vertrat Frankreich bei:
- B-Weltmeisterschaft 1989
- B-Weltmeisterschaft 1990
- B-Weltmeisterschaft 1991

(Legende zur Spielerstatistik: Sp oder GP = absolvierte Spiele; T oder G = erzielte Tore; V oder A = erzielte Assists; Pkt oder Pts = erzielte Scorerpunkte; SM oder PIM = erhaltene Strafminuten; +/− = Plus/Minus-Bilanz; PP = erzielte Überzahltore; SH = erzielte Unterzahltore; GW = erzielte Siegtore; 1 Play-downs/Relegation; Kursiv: Statistik nicht vollständig); 2inklusive Nationale 2 und Nationale 1B; 3inklusive Nationale 1A, Ligue Nationale und Nationale 1; 4ohne Saison 1998/99; 5nur Saison 1998/99